# Neuracanthus
Neuracanthus är ett släkte av akantusväxter. Neuracanthus ingår i familjen akantusväxter.

## Dottertaxa tillNeuracanthus, i alfabetisk ordning[1]
- Neuracanthus aculeatus
- Neuracanthus africanus
- Neuracanthus argyrophyllus
- Neuracanthus brachystachyus
- Neuracanthus capitatus
- Neuracanthus cladanthacanthus
- Neuracanthus decorus
- Neuracanthus gracilior
- Neuracanthus grandiflorus
- Neuracanthus keniensis
- Neuracanthus leandrii
- Neuracanthus lindaui
- Neuracanthus madagascariensis
- Neuracanthus mahajangensis
- Neuracanthus matsabdianus
- Neuracanthus migiurtinus
- Neuracanthus neesianus
- Neuracanthus niveus
- Neuracanthus ovalifolius
- Neuracanthus pedalis
- Neuracanthus pictus
- Neuracanthus polyacanthus
- Neuracanthus richardianus
- Neuracanthus robecchii
- Neuracanthus scaber
- Neuracanthus sphaerostachys
- Neuracanthus spinosus
- Neuracanthus stolonosus
- Neuracanthus subuninervis
- Neuracanthus tephrophyllus
- Neuracanthus tetragonostachyus
- Neuracanthus ukambensis
- Neuracanthus umbraticus